# Роздільна здатність (мас-спектрометрія)

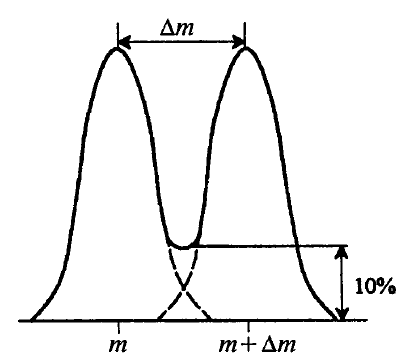
Розділення двох піків гаусової форми на мас-спектрограмі.

Роздільна здатність (або роздільність) — у мас-спектрометрії — здатність розділити йони з невеликою різницею відношень маса/заряд. Для окремого піка, що походить від однозаряджених йонів з масою m в масспектрі, розділення можна виразити як m /Δm, де Δm — ширина піка на висоті, яка є певною часткою загальної висоти піка (рекомендованими є три її значення 50 %, 5 % та 0.5 % від загальної висоти).
Відповідно до визначення ІЮПАК:
{\displaystyle R={\frac {m}{\Delta m}}}

## Розрахунок на прикладі магнітно-секторного приладу
Для магнітно-секторного аналізатора роздільна здатність визначається напруженістю магнітного поля {\displaystyle B} та значенням прискорювальної напруги іона {\displaystyle V}. Для кінетичної енергії іона в прискорювальному полі маємо формулу:
{\displaystyle zeV={\frac {mv^{2}}{2}}}
де:
{\displaystyle z} — заряд іона в одиницях заряду електрона {\displaystyle e},
{\displaystyle V} — прискорювальна напруга (зазвичай від 2 до 8 кВ),
{\displaystyle m} — маса іона,
{\displaystyle v} — швидкість іона.
Потрапляючи в магнітне поле напруженістю {\displaystyle B} перпендикулярно до магнітних силових ліній, цей іон рухатиметься по колу радіуса R, причому сила Лоренца надаватиме доцентрового прискорення:
{\displaystyle Bzev={\frac {mv^{2}}{R}}}
Магнітно-секторні прилади можуть вимірювати значення {\displaystyle m/z} до 10000, мають найвищу точність вимірювання мас (< 5 м д.), а також найкращий динамічний діапазон — {\displaystyle 10^{7}}.

## Мас-спектрометрія високої роздільності

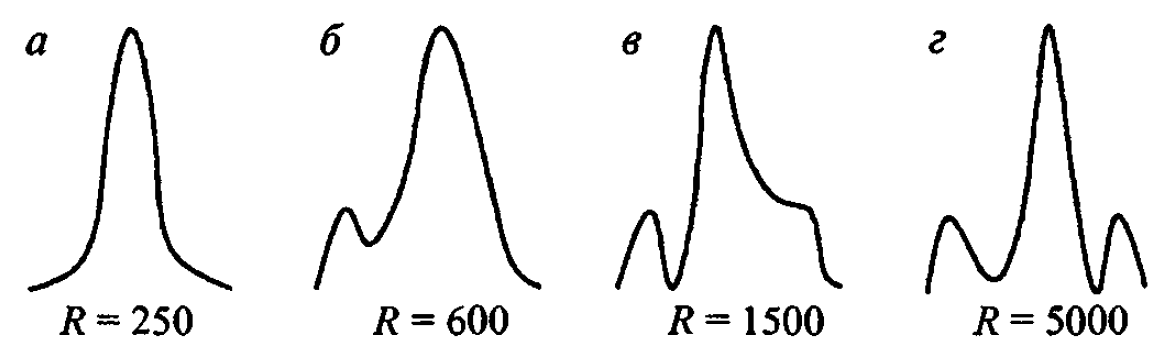
Залежність форми піку іонів із масою близькою 28 Да від роздільності мас-спектрометра (молекули азоту, монооксиду вуглецю та етилену)

На малюнку наведено приклад збільшення роздільної здатності мас-спектрометра, необхідної для розділення близьких за масою молекул азоту ({\displaystyle 28,006148} Да), монооксиду вуглецю ({\displaystyle 27,994915} Да) та етилену ({\displaystyle 28,03300} Да).
Для розділення піків іонів {\displaystyle CO} і {\displaystyle C_{2}H_{4}} з масами {\displaystyle 27,994915} і {\displaystyle 28,03300} Да необхідна роздільність не менше {\displaystyle R=28/(28,03300-27,994915)=770}, тоді як для розділення {\displaystyle CO} і {\displaystyle N_{2}} з масою {\displaystyle 28,006148} Да — вже більше {\displaystyle 2500}.